# Greenwood (Halifax)
Pour les articles homonymes, voir Greenwood.
Greenwood est une communauté rurale de la municipalité régionale de Halifax en Nouvelle-Écosse au Canada.

## Annexe